# 普布利乌斯·克洛狄烏斯·普爾喀
普布利乌斯·克洛狄烏斯·普爾喀（約前93年—前52年1月18日），羅馬共和國末年製造麻煩事端的政客。因為見解不同，普爾喀與政治家西塞羅鬧不和，當權後處處針對西塞羅；後來西塞羅被放逐，政客米洛積極協助釋放西塞羅，使米洛和普爾喀的關係極差。

## 傳記

### 軍事
克洛狄烏斯·普爾喀隨擔任執政官的姊夫卢基乌斯·李锡尼·盧庫魯斯（Lucius Licinius Lucullus）參與第三次米達拉達梯戰爭，但他覺得不獲尊重而煽動群眾發起武裝起事。另外一個擔任執政官的姊夫昆圖斯·馬爾丘斯·雷克斯讓他帶領艦隊，但被海盜生擒，之後釋放至敘利亞，卻被追究先前煽動武裝起事的責任，險些入獄。

### 政治
克洛狄烏斯·普爾喀在前65年回到羅馬，進入了晉升體系（成為官員的一般途徑）。他以勒索罪拘捕政客喀提林，但因被喀提林賄賂，喀提林被判無罪釋放。普爾喀是西塞羅的護衛之一，但參與喀提林策動的刺殺西塞羅行動。
前62年，西塞羅和普爾喀對於羅馬神話的慈愛女神玻娜·得亞（Bona Dea）的迷團起了爭執。每逢12月4日，當時的羅馬長官在家中舉辦一年一度儀式敬拜Bona Dea，儀式只容許女性進入。前62年12月4日，當時的長官凱撒的家成為舉辦場地，但身為男性的普爾喀打扮成女人偷偷混入會場，後來被人發現。他被送官究治，但因賄賂陪審團而被釋放。

### 放棄貴族權利，當選保民官
前61年，克洛狄烏斯·普爾喀晉升為財務官。他離開西西里島，宣佈放棄貴族權利。經羅馬元老院的同意，以及凱撒的默許，他成為氏族中的平民。他甚至更改自己的姓氏，由貴族常用的「Claudius」（克勞狄）改為平民常用的「Cloudius」（克洛狄烏斯），沿用至逝世。他當選為（貴族不得參選的）保民官。
為了對抗羅馬政府時獲平民支持，克洛狄烏斯·普爾喀參選保民官，在前59年12月10日當選。穀物本應由政府以低價售出，普爾喀改為每月免費派發一次。普爾喀沒有阻止公民會議。舊有的俱樂部和同業工會獲重新設立。普爾喀規定監察官在普查人口時不准排除羅馬元老院的市民代表，除非該市民被公開責難。

### 當權
克洛狄烏斯·普爾喀一直對抗西塞羅和小加圖。當時小加圖被派往塞浦路斯，該島所有財產歸小加圖擁有。
前58年，普爾喀推行一條針對西塞羅的新法律─未經審訊不得殺死任何羅馬市民。4年前（前62年），幾名參與刺殺西塞羅的羅馬市民未經正式審訊就被西塞羅殺掉。普爾喀憑此法律拘捕西塞羅。西塞羅指元老院終極議決已判他向被殺市民賠償，又積極找尋執政官為他出頭（尤其是龐培）。最終沒有執政官幫助西塞羅，西塞羅在前58年5月23日被放逐至帖撒羅尼迦。放逐當天，普爾喀再推行新法律，禁止西塞羅在羅馬方圓640公里範圍內出現，並充公西塞羅的財產。西塞羅在帕拉蒂尼山、塔斯庫勒姆的家也被普爾喀放火燒掉，原址被拿來拍賣。普爾喀派人為他「收購」該地。凱撒到高盧後，普爾喀成為羅馬實際上最高級的官員。
前57年，一名保民官打算頒布發令召回西塞羅。普爾喀用武力力阻法令通過，但被政客米洛以更強力的兵力制止，法令最終通過。普爾喀唯有襲擊重建西塞羅大宅的工人、襲擊西塞羅，又放火燒掉西塞羅弟弟昆圖斯·圖利烏斯·西塞羅的家、派人政擊米洛的家，米洛憤起反抗。
前56年，普爾喀成為市政官，為追究米洛反抗的責任，以「在公眾場所襲擊」、「私藏軍隊」罪檢控米洛。但因戰爭爆發，司法程序不斷拖延，最終不了了之。

### 逝世
前53年，米洛參選執政官，普爾喀參選裁判官，雙方士兵在羅馬街頭衝突。前52年1月18日，他們在街上相遇，雙方支持者互相打鬥。普爾喀在混亂中死亡（有人認為是暗殺）。普爾喀在羅馬元老院舉行葬禮。元老院隨即舉行動議要求免除凱撒（仍在高盧）的職務，讓位予龐培，但在多個保民官反對下，動議不獲通過。

## 家庭
克洛狄烏斯·普爾喀身在貴族世家：父親阿庇烏斯·克勞狄·普爾喀在前88年成為裁判官，母親巴萊里卡（Caecilia Metella Balearica）是維斯太貞女（在灶神殿守護聖火的未婚女子）、女神朱諾的祭司。著名詩人卡圖盧斯（Catullus）愛上比他年長10年的克洛迪亞（Clodia），也就是克洛狄烏斯·普爾喀的姊姊。克洛迪亞後來背棄卡圖盧斯，愛上政治人物馬爾庫斯·凱基利烏斯·魯弗斯（Marcus Caelius Rufus）。卡圖盧斯的詩作、西塞羅的演說多次提及克洛迪亞。
克洛狄烏斯·普爾喀與富爾薇婭育有一女一子，女兒克洛迪雅·普爾克拉（Clodia Pulchra）嫁予凱撒養子屋大維（當時只是軍人，並未成為皇帝），兒子普布利烏斯·克勞狄烏斯沒有太多文獻記載。

## 流行文化
克洛狄烏斯·普爾喀在約翰·馬多克斯·羅伯茨（John Maddox Roberts）的歷史小說《SPQR系列》擔當反派角色。